# Мокпхо
Мокпхо́ (кор. 목포시?, 木浦市?, Mokpo-si) — город в провинции Чолла-Намдо, Южная Корея. Третий по величине и наиболее густонаселенный город в провинции Чолла-Намдо, Южная Корея, расположенный на юго-западной оконечности Корейского полуострова, недалеко от горы Юдалсан. Из Мокпхо часто курсируют высокоскоростные поезда до Сеула, а также он является конечной станцией ряда паромных маршрутов, обслуживающих острова в прилегающем Желтом море и Национальный морской парк Тадохэ.
Во время японской оккупации (1910–1945) Мокпхо служил важным портом как для коммерческих предприятий, так и для общественного транспорта благодаря своему расположению на морских путях между Японским архипелагом и материковой частью Китая. Большое количество островов, окружающих Мокпхо, также служило защитным барьером, делая город менее уязвимым для приливов и цунами.

## Этимология
Название Мокпхо упоминается в «Анналах короля Тэджо », «Анналах династии Чосон» и «История Корё», поэтому предполагается, что назначение использовалось, как минимум, со времён Корё. Некоторые авторы утверждают, что название города относится к деревьям в районе порта Мокпхо. Другая теория предполагает, что слово «мок» в названии города относится к «горлу», метафоре важности расположения города как входа в Жёлтое море

## История

### Период племенного союза Махан и Троецарствия
Территория, которую занимает город Мокпхо, в период трех ранних племенных союзов (Самхан) принадлежала к племенному союзу Махан . В период Трех Королевств он принадлежал уезду Мулахье (勿阿兮) государства Пэкче. После того, как Силла победила Пэкче, регион Мокпхо был поглощен, и его название было изменено на Мёнджу. В 946 году его название было изменено на Муллян-гун, и он стал частью префектуры Муан в провинции Хэян. В то время к префектуре Муан относился не только современный Мокпхо, но также территорию, которая сейчас называется Муан и несколько островов уезда Синан 
.

### Во время государств Корё и Чосон

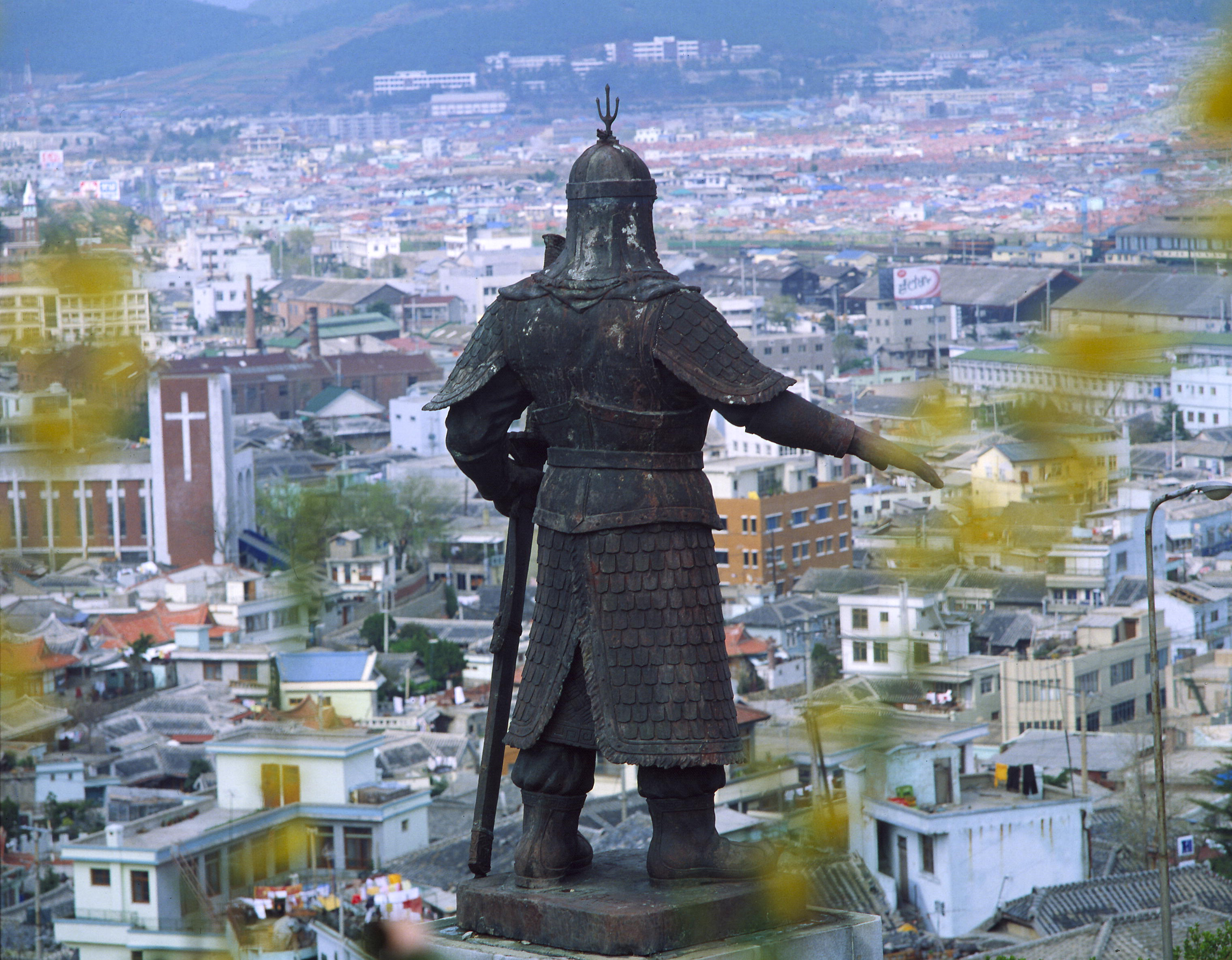
Статуя адмирала Ли Сунсина

Город, известный сегодня как Мокпхо возник в период Корё. Основатель династии Корё, Ван Гон, служил генералом в более позднем Когурё (также известном как Тэбон). Тэбон занимал центральную часть Корейского полуострова, включая современный Кэсон, который тогда назывался Сонгак. В ходе военно-морской операции Ван Гон успешно атаковал государство Позднее Пэкче, которое, как и позднее Когурё, было королевством, возникшим после распада Объединенной Силла. В это время Ван Гон встретил свою вторую супругу - королеву Чанхва, от которой у него родился сын, который в конечном итоге стал Хеджоном из династии Корё.
В 1439 году, через 21 год после прихода к власти короля Седжона из династии Чосон, был создан гарнизон Мокпхо, который должен был контролировать двенадцать прибрежных островов. Во время японского вторжения в Корею (1592–1598) адмирал Ли Сунсин основал гарнизон военно-морских сил в Мокпхо и на острове Гоха, чтобы обеспечить базу для хранения продовольствия и ремонта кораблей, таких как корабли-черепахи

### Открытый порт
1 октября 1897 года Мокпхо стал открытым портом, спустя пятнадцать лет после открытия порта Инчхон. Для Японии Мокпхо имел географическое преимущество, поскольку находился на полпути между Нагасаки и материковым Китаем. Япония также ценила Мокпхо за его близость к урожайным районам провинции Чолла. После открытия порта в Мокпхо стало активно строится жилье для японских поселенцев. Японцы поселились преимущественно на территории нынешнего района Юдал-дон, недалеко от главного порта. Японское консульство оставалось там до установления японского протектората над Кореей.
Японские поселенцы постепенно скупали сельскохозяйственные угодья в окрестностях Мокпхо, которые ранее были незаконными. Эти сельскохозяйственные поля были желательны, потому что они были недорогими и не облагались высокими налогами. Урожай с этих полей сделал рис в Японии дешевле, хотя в результате цена на рис в провинции Чолла выросла вдвое. После 1905 года приток японских поселенцев усилился, и японские кварталы расширились до Кымхвадона, где вдоль улицы было посажено много вишневых деревьев. Японцы назвали этот район «Сакурамати», что означает «центр цветущих сакур». После полной аннексии Кореи Японией в 1910 году город получил новое имя — Мокпхо-бу, и здесь было построено колониальное учреждение — Компания восточного развития.

### Под японским управлением
Благодаря статусу открытого порта Мокпхо стал связующим звеном с соседними островами. В 1914 году завершено строительство железнодорожной линии Хонам, соединившей город с Тэджоном. 1 апреля 1914 года уезд Мокпхо-бу был разделен на несколько административных участков. В 1918 году японские колонисты основали хлопкоочистительные предприятия для производства большого количества товаров как в Мокпхо, так и в Ири (нынешний Иксан в провинции Северная Чолла). В 1932 году город включил в себя части округа Муан, став шестым по величине городом на Корейском полуострове с населением 60 000 человек. Местными продуктами были ткань, рис, соль и прибрежные морепродукты. Гавань играла важную роль, поставляя товары в Японию, в том числе большое количество хлопка.

### После независимости
В 1949 году уезд Мокпхо-Бу был переименован в город Мокпхо после того, как правительство изменило административный район. В 1973 и 1987 годах к городу Мокпхо были добавлены большие территории, в том числе одно из самых известных туристических мест — Самхакдо (Остров трех журавлей). Самхакдо был образован путем соединения ряда островов в результате захоронения мусора, которое длилось с 1968 по 1973 год. Остров разделен на три основные части, и за шесть лет город построил пять мостов, чтобы соединить эти три части. В 2000 году город инициировал план по восстановлению острова для туризма, что вызвало резкую критику со стороны экологических групп. 1 марта 2007 года Самхакдо был открыт для публики..
В 1980 году демократическое движение Кванджу охватило этот район. В Мокпхо студенческие движения были инициированы несколькими людьми, маршировавшими по бульвару от станции Мокпхо до второй площади с карточками со словом «Свобода». Станция Мокпхо служила центром для многих групп, поддерживающих жителей Кванджу
1 октября 1997 года Мокпхо отпраздновал свое столетие как портовый город и объявил о втором открытии порта. Мокпхо — родной город бывшего президента Ким Дэ Чжуна, получившего Нобелевскую премию мира в 2001 году

## Физико-географическая характеристика
Город расположен на юго-западе полуострова Муан, на юго-западной оконечности провинции Чолла-Намдо, прямо перед уездом Синан, состоящим из 1004 островов. Старый центр города окружен горой Юдалсан (228 м над уровнем моря), горой Ипамсан (121 м) на востоке, горой Янгельсан (156 м), горой Тэбаксан (156 м) и пиком Чиджибон (189 м) на севере и юге и обращен к устью реки Ёнсанган. Гора Юдалсан, одна из величайших гордостей Мокпхо, расположена в конце горного хребта Норён. Вокруг устья реки Ёнсанган расположено 13 островов, которые служат естественным волнорезом даже в случае цунами, что делает Мокпхо естественным портом.
В основном Мокпхо занимает земли, освоенные посредством мелиорации. В устье реки Ёнсанган вокруг города находятся приливные отмели. Эти приливные отмели в настоящее время используются в качестве сельскохозяйственных угодий, жилых угодий и промышленных земель. Кроме того, в его состав входят 6 обитаемых островов и 7 необитаемых островов, в том числе Гохадо , Нулдо и Далидо.
Общая площадь — 50,08 км 2 , из них общие земли составляют 21,7%, поля — 24,5%, леса — 25,7%, прочие — 28,1%.

### Климат
С 1904 года, когда в Мокпхо была создана метеорологическая обсерватория, в городе ведутся метеорологические наблюдения. Район Мокпо является местом с самым большим количеством солнечного света в стране, и наряду с близлежащим Синан-гуном он становится новым центром производство солнечной энергии. 
Мокпхо находится в зоне субтропического океанического климата (классификация климата Кеппена - Cfa). В году бывает 37 дней со снегом и 60 дней при температуре ниже нуля, а зимой часто случаются порывистые ветры и неожиданные метели.
Из-за расположения города у побережья Желтого моря Мокпхо достигает проходит мелкая пыль из Китая. Желтая пыль накрывает город в среднем 10-11 дней в году
| Показатель                                                                 | Янв.  | Фев. | Март | Апр. | Май  | Июнь  | Июль  | Авг. | Сен.  | Окт. | Нояб. | Дек.  | Год    |
| -------------------------------------------------------------------------- | ----- | ---- | ---- | ---- | ---- | ----- | ----- | ---- | ----- | ---- | ----- | ----- | ------ |
| Абсолютный максимум, °C                                                    | 18    | 20,1 | 22,4 | 28,4 | 31   | 34,4  | 37    | 37   | 34,2  | 32,1 | 26,5  | 20,8  | 37     |
| Средний максимум, °C                                                       | 5,8   | 7,6  | 11,9 | 17,5 | 22,3 | 25,7  | 28,4  | 30   | 26,5  | 21,5 | 14,9  | 8,3   | 18,4   |
| Средняя температура, °C                                                    | 1,8   | 3    | 6,9  | 12,4 | 17,5 | 21,6  | 25,1  | 26,3 | 22,3  | 16,6 | 10,4  | 4,2   | 14     |
| Средний минимум, °C                                                        | −1,3  | 0,6  | 2,9  | 8,2  | 13,5 | 18,5  | 22,7  | 23,5 | 19    | 12,7 | 6,6   | 0,7   | 10,5   |
| Абсолютный минимум, °C                                                     | −14,2 | −12  | −7,5 | 1,4  | 3,2  | 9,8   | 14,8  | 13,7 | 8,4   | 1    | −5,5  | −11,6 | −14,2  |
| Норма осадков, мм                                                          | 31,8  | 36,8 | 64,9 | 80,3 | 91,3 | 150,2 | 220,7 | 209  | 137,7 | 58,9 | 48,9  | 37,2  | 1167,7 |
| Средняя влажность, %                                                       | 70,8  | 70   | 69,1 | 69,7 | 73,8 | 79,8  | 85,1  | 81,8 | 77,1  | 70,6 | 69,5  | 70    | 73,9   |
| Источник: Korea Meteorological Administration (percent sunshine 1981–2010) |       |      |      |      |      |       |       |      |       |      |       |       |        |

## Население
По состоянию на апрель 2015 года население города Мокпхо составляло 238 465 человек, количество домохозяйств — 99 855 человек. Соотношение мужчин и женщин - 1,0. Мокпхо входит в десятку крупнейших по плотности населения по всей стране.
В настоящее время вокруг Мокпхо образовался новый город Намак, население которого в течение нескольких лет демонстрировало непрерывный рост, а затем уменьшалось. Новый город Намак — это новый город, созданный в результате переезда администрации провинции Чолла-Намдо и расположенный на полпути между Мокпхо и Муаном. Со строительством нового города Намак связан отток  населения из Мокпхо.
| Годы      | 1961    | 1966    | 1970    | 1975    | 1980    | 1985    | 1990    | 1995    | 2000    | 2005    | 2010    | 2015    |
| --------- | ------- | ------- | ------- | ------- | ------- | ------- | ------- | ------- | ------- | ------- | ------- | ------- |
| Население | 127 252 | 162 491 | 177 801 | 192 927 | 221 856 | 236 078 | 253 423 | 239 571 | 245 831 | 242 998 | 247 442 | 239 403 |

## Города-побратимы
Мокпхо является городом-побратимом следующих городов:
- Хаммерфест, Норвегия — с 1962
- Бэппу, Япония — с 1984
- Ляньюньган, Китай — с 1992
- Йонджу, Республика Корея — с 1998
- Масан, Республика Корея — с 1998
- Сямынь, Китай — с 2007
- Чхонджу, Республика Корея — с 2008